# Coelioxys pruinosa
Coelioxys pruinosa är en biart som beskrevs av Smith 1854. Coelioxys pruinosa ingår i släktet kägelbin, och familjen buksamlarbin. Inga underarter finns listade i Catalogue of Life.